# Lada C-Concept
Das Lada C-Concept ist ein Konzeptfahrzeug, das der russische Automobilhersteller Lada im März 2007 auf dem Genfer Auto-Salon präsentierte.
Der im C-Segment (Kompaktklasse) angesiedelte Prototyp wurde gemeinsam mit Magna International entwickelt und sollte eine ganze Modellfamilie begründen. Angetrieben wurde die Studie von einem 2,0-Liter-Benzinmotor, mit dem eine Höchstgeschwindigkeit von 210 km/h erreicht werden soll. Das Design wurde von jungen Designern der Abteilung für technische Entwicklung von AwtoWAS gemacht, die hierbei auch ein moderneres Lada-Logo mit dem Namen Rook entwickelten. Das anvisierte Preisziel bei Serienreife liegt bei 450.000 Rubel, etwa 12.500 Euro.
2008 folgte die Studie Lada C-Cross. Aufgrund der globalen Wirtschaftskrise wurde das Projekt 2009 vorerst gestoppt.